# Поггенполь, Михаил Юрьевич
Михаил Юрьевич Поггенполь (1849—1915) — почтово-телеграфный и военно-морской деятель; действительный тайный советник, заведующий Морской сберегательно-вспомогательной кассой.

## Биография
Родился в Санкт-Петербурге 15 (27) октября 1849 года. Воспитывался матерью Натальей Алексеевной, урождённой Вердеревской (1829—1885). А его отец, Юрий Николаевич Поггенполь, в 1850 году отправился в длительное путешествие, из которого вернулся в 1868 году.
Учился в Москве.
Служил гражданским чином по Морском ведомству: был в канцелярии Морского министерства – делопроизводителем  (1879), старшим делопроизводителем (1894). Занимался связью, в т.ч. телеграфными и военными кодами — автор книги: «Русский универсальный телеграфный код» (СПб.: тип. Мор. м-ва, 1908. — [4], XX, 609 с.).
Коллежский советник с 7 сентября 1881 года, статский советник с 13 апреля 1883 года, действительный статский советник с 30 августа 1888 года; 11 апреля 1903 года был произведён в чин тайного советника и 28 апреля назначен заведующим Морской сберегательно-вспомогательной кассой.
За выдающиеся заслуги получил почётную должность начальника управления по делам рабочих и вольно-наемных служащих Морского ведомства.
Член Императорского Русского географического общества, член правления Добровольного флота; им был составлен «Очерк возникновения и деятельности Добровольного флота за время XXV-ти летнего его существования» (СПб., 1903).
Умер в Санкт-Петербурге 11 (24) февраля 1915 года.

## Награды
- орден Св. Владимира 3-й ст. (1891)
- орден Св. Станислава 1-й ст. (1895)
- орден Св. Анны 1-й ст. (05.04.1898)
- орден Св. Владимира 2-й ст. (14.4.1902)
- орден Святого Александра Невского (14.4.1913)

## Семья
С 31 августа 1877 года был женат на Надежде Николаевне Юркевич) (1859—?), дочери Н. И. Юркевича. Их дети:
- Николай (1879—1879)
- Сергей (1880—1919), доктор медицины, приват-доцент Императорской военно-медицинской академии
- Михаил (1884—1951)
- Андрей (1886—1901)
- Наталья.